# Siegfried Gumbel
Siegfried Gumbel (né le 22 septembre 1874 à Heilbronn, mort le 27 janvier 1942 à Dachau) est un avocat allemand et président du Conseil central des juifs en Wurtemberg (Israelitischer Oberrat für Württemberg) depuis 1933. Il est mort dans le camp de concentration de Dachau en Allemagne.

## Biographie
Il est né dans une famille de banquiers. Il occupa le poste de président du Conseil central des juifs en Wurtemberg (Israelitischer Oberrat für Württemberg) à partir de 1933. Il était le premier juif de Heilbronn à accéder à ce poste. Il était également président du B'nai B'rith de Heilbronn et une figure de la communauté juive de Heilbronn. Le 21 mai 1927, un office est célébré pour le cinquantième anniversaire de la dédicace de la synagogue, suivi d'une soirée de gala. Lors de cette  cérémonie, le Dr Gumbel prononce un discours déjà plein de désillusion:
Version allemande :

« So hat man 1877 auch empfunden [...] man war in unseren Kreisen überzeugt, daß die Zeiten endgültig vorbei seien, wo der Jude als rechtlos oder minderen Rechts behandelt und mißhandelt worden war. In der Verfassung stand, daß es für die Ausübung staatsbürgerlicher Rechte auf das Glaubensbekenntnis nicht ankommen, und wir hatten damals das Vertrauen, daß die im Recht begründete Gleichstellung, soweit sie uns von der Verwaltung noch nicht gewährt wurde, sich allmählich durchsetzen werde. Man lebte der Hoffnung, daß die gegen uns noch bestehende Vorurteile nach und nach schwinden und daß auch die gesellschaftliche Zurücksetzung schließlich aufhören werden. Aber es sind nicht alle Blütenträume in Erfüllung gegangen,...es ein hartes Schicksal ist, wenn man den Sündenbock abgeben soll für die Schuld anderer, es ist ein schlimmes Verhängnis, wenn man das Opfer werden soll von Rassendünkel und Rassenwahn. »

Version traduite :

« En 1877, [...] nous étions convaincus que les temps où les Juifs n'avaient aucun droit et étaient maltraités étaient définitivement révolus. La constitution mentionnait que l'exercice des droits civils était indépendant de la religion, et nous avions alors confiance que l'égalité inscrite dans le droit s'imposerait graduellement à la société. Mais tous ces rêves ne se sont pas réalisés et nous devons toujours nous défendre pour la reconnaissance de nos droits et nous sommes toujours pris comme bouc émissaire et victimes de théories racistes. »

### Déportation
Après la Nuit de Cristal, il est envoyé au camp de concentration de Welzheim. Par la suite, il est envoyé au camp de Dachau, où il trouve la mort le 27 janvier 1942.